# 月山寺
月山寺（がっさんじ）は、茨城県桜川市西小塙にある、天台宗の寺院。山号は曜光山。

## 概要
室町時代、月山寺13世・光栄により、天台宗に改められて、江戸時代は天台宗の学問所である関東八檀林の一つとして栄えた。布袋が祀られて常陸七福神の1つに列している。

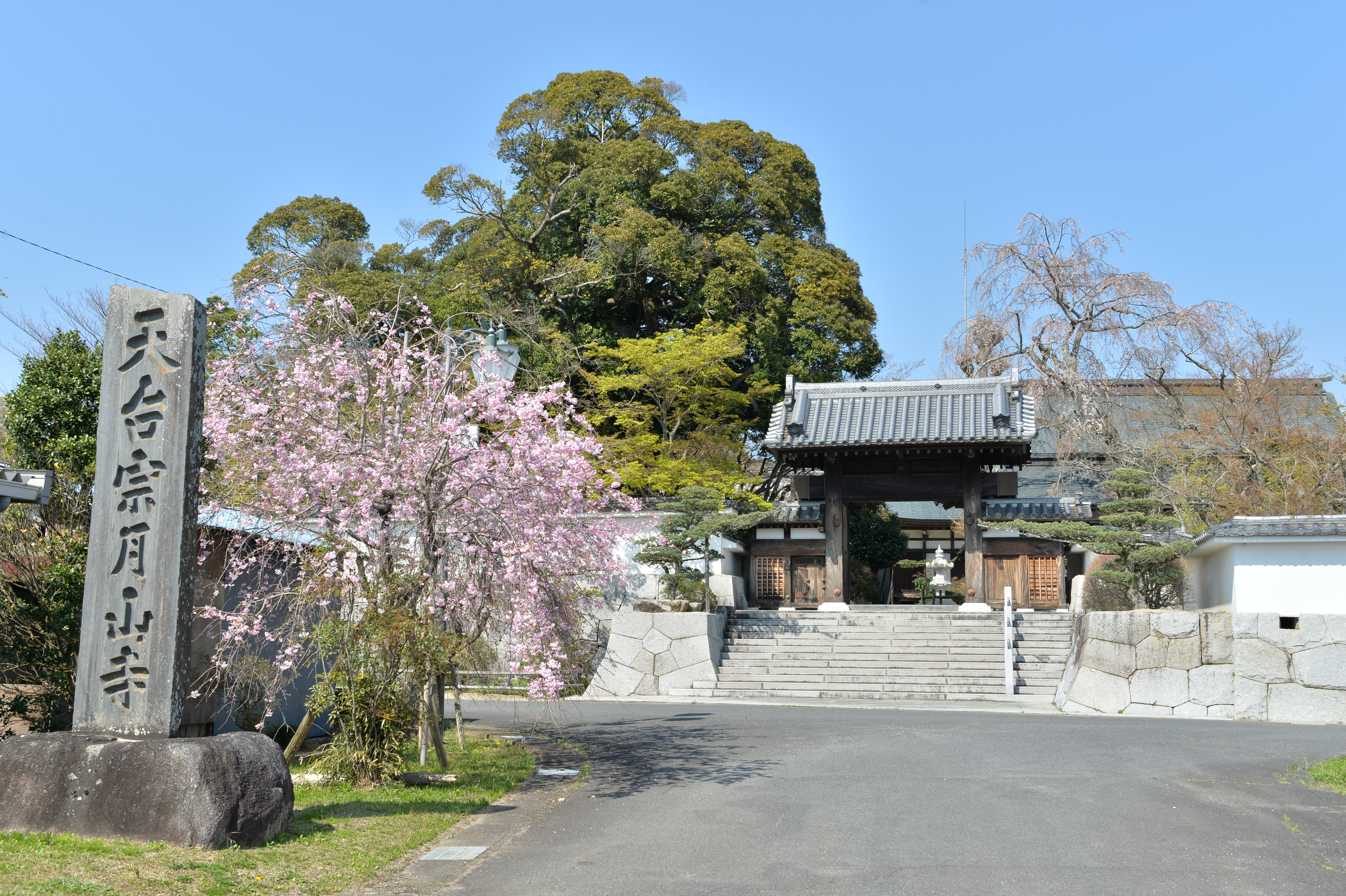
月山寺の山門

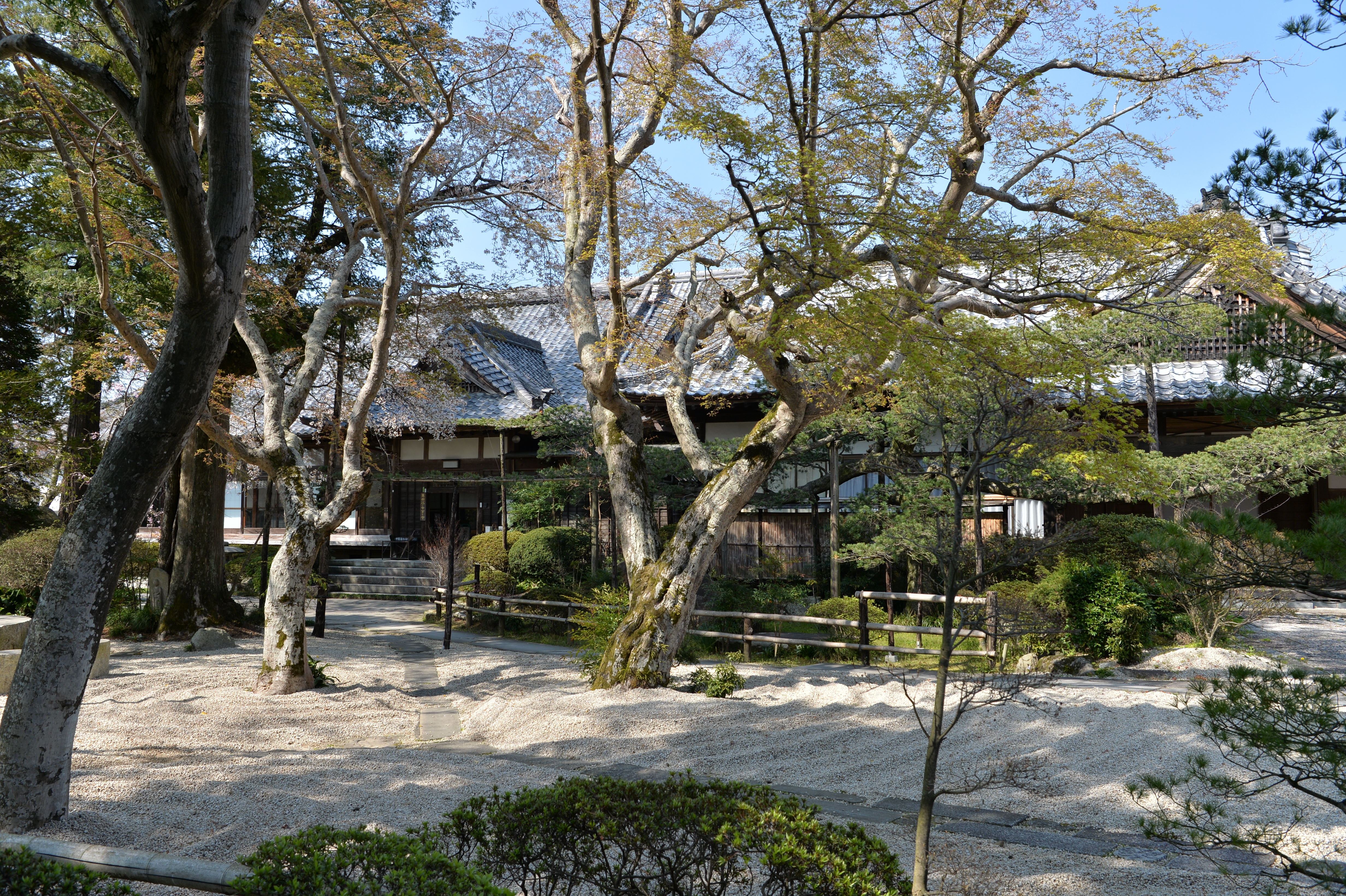
客殿

## 歴史
寺伝によれば796年（延暦15年）、徳一によって橋本（現桜川市上城（かみしろ））に創建されたという。1127年（大治2年）、橋本城主・谷中孫八郎将国は月山寺を菩提寺とした。1430年（永享2年）、月山寺13世光栄の時に法相宗から天台宗に改宗された。
1615年（元和元年）、徳川秀忠より朱印地60石を賜り、1616年（元和2年）、恵賢の時に現在の地に移転した。1626年（寛永3年）火災で焼失するが、笠間藩主浅野長重の援助により再建された。1705年（宝永2年）には黄檗宗の了翁道覚により経蔵と鉄眼版一切経が寄進されている。
1998年（平成10年）栃木県二宮町大根田にある、長栄寺（廃寺）から観音堂を移築する。

## 文化財

### 重要文化財（国指定）
- 網代笈（あじろおい）

### 茨城県指定有形文化財
※文化財名称は『茨城県大百科事典』による。括弧内は茨城県指定時の名称。
- 月山寺書院
- 刺繍種子阿弥陀三尊図（絹本著色曼陀羅）
- 絹本著色両界曼荼羅図（絹本著色両部曼陀羅）
- 木造薬師如来坐像
- 木造菩薩立像・天部立像（木造菩薩像2躯）
- 木造薬師如来坐像
- 五鈷鈴（青銅製鈴）
- 桐唐草菊花文蒔絵角盥（木製つのたらい）
- 呉須皿
- 春日厨子（厨子）
- 紺紙金泥法華経8巻（法華経）

### 桜川市指定有形文化財
- 月山寺本堂
- 境内山王社本殿
- 中門

## 交通アクセス
東日本旅客鉄道水戸線羽黒駅から徒歩10分。